# Crassispira ballenaensis
Crassispira ballenaensis é uma espécie de gastrópode do gênero Crassispira, pertencente à família Pseudomelatomidae.